# 이상헌 (1998년)
이상헌(李尙憲, 1998년 2월 26일 ~ )은 대한민국의 축구 선수이며 포지션은 미드필더이다. 현재 K리그1 강원 FC에서 뛰고 있다.

## 축구인 경력
2017년 울산 현대에 우선지명을 통해 입단하였다. 그 후, 2017 FIFA U-20 월드컵 국가대표에 발탁되었으며, 5월 30일에 포르투갈을 상대로 골을 기록하였지만, 1-3 대패를 당해 8강 진출에 실패하였다.
2018년 4월 8일에 강원과의 리그 경기를 통해 프로에 데뷔하였다.
6월 26일에 전남 드래곤즈로 6개월 임대 이적했다. 7월 28일 인천 유나이티드와의 경기에서 프로 데뷔골을 기록했다. 전남 임대기간 동안 좋은 모습을 보여주었지만. 전남의 강등은 막지 못했다. 2018 시즌이 종료된 후, 원 소속팀인 울산으로 임대 복귀하였다.
2019 시즌 초반에는 부상으로 경기를 뛰지 못하다가, 7월 9일에 있었던 경남 원정경기에서 첫 선발 출전하여 첫 골을 기록하였다.
2021 시즌을 앞두고, 정훈성, 최준과 함께 트레이드 방식으로 부산 아이파크로 이적하였다.

## 수상

### 클럽

#### 울산 현대
- FA컵
  - 우승 : 2017
- AFC 챔피언스리그
  - 우승 : 2020